# IBSF U17-Snookerweltmeisterschaft
Die IBSF U17-Snookerweltmeisterschaft (bis 2022 IBSF U18-Snookerweltmeisterschaft) ist ein seit 2015 jährlich ausgetragenes Snookerturnier, das von der International Billiards & Snooker Federation veranstaltet wird. Teilnahmeberechtigt sind Spieler unter 17 Jahren (bis 2022 unter 18 Jahren).

## Herrenturnier

### Geschichte
Während bereits seit 1987 ein Turnier für die U21-Junioren ausgetragen wurde, fand die erste U18-Weltmeisterschaft 2015 im russischen Sankt Petersburg statt. Nach einer Ausgabe im belgischen Mol war China für drei Jahre der Gastgeber des Turniers, bevor die COVID-19-Pandemie eine weitere Austragung verhinderte. 2022 kehrte die Meisterschaft schließlich im rumänischen Bukarest zurück, wo sie zum letzten Mal in der Altersklasse U18 gespielt wurde. Im Jahr darauf wurde das Turnier mit der U16-Weltmeisterschaft zusammengelegt und fortan als U17-Wettbewerb ausgetragen.
In den ersten fünf Jahren wurde das Turnier von Spielern aus Hong Kong (2015 und 2016) und China (2017 bis 2019) dominiert; Jackson Page aus Wales und Muhammad Naseem Akhtar aus Pakistan waren die einzigen Finalisten aus anderen Ländern und beide wurden auch Weltmeister. 2022 und 2023 gewann der Waliser Liam Davies, der somit als einziger Spieler zweimal den Titel gewann. Mit Christian Richter gewann 2024 erstmals ein deutscher Spieler eine Weltmeisterschaft.

### Weltmeister
| Jahr                  | Austragungsort                       | Weltmeister                          | Ergebnis                             | Finalist                             | Halbfinalisten 1                     |
| U18-Weltmeisterschaft | U18-Weltmeisterschaft                | U18-Weltmeisterschaft                | U18-Weltmeisterschaft                | U18-Weltmeisterschaft                | U18-Weltmeisterschaft                |
| --------------------- | ------------------------------------ | ------------------------------------ | ------------------------------------ | ------------------------------------ | ------------------------------------ |
| 2015                  | Sankt Petersburg                     | Cheung Ka Wai                        | 5:2                                  | Chan Ming Tung                       | Dylan Emery                          |
| 2015                  | Sankt Petersburg                     | Cheung Ka Wai                        | 5:2                                  | Chan Ming Tung                       | Abdul Raheem                         |
| 2016                  | Mol                                  | Jackson Page                         | 5:4                                  | Tam Yun Fung                         | Mihai Vladu                          |
| 2016                  | Mol                                  | Jackson Page                         | 5:4                                  | Tam Yun Fung                         | Chris Totten                         |
| 2017                  | Peking                               | Muhammad Naseem Akhtar               | 5:3                                  | Lei Peifan                           | Amir Nardeia                         |
| 2017                  | Peking                               | Muhammad Naseem Akhtar               | 5:3                                  | Lei Peifan                           | Bo Junjie                            |
| 2018                  | Jinan                                | He Guoqiang                          | 5:4                                  | Lei Peifan                           | Chang Bingyu                         |
| 2018                  | Jinan                                | He Guoqiang                          | 5:4                                  | Lei Peifan                           | Peng Yisong                          |
| 2019                  | Qingdao                              | Jiang Jun                            | 5:2                                  | Gao Yang                             | Zhao Jianbo                          |
| 2019                  | Qingdao                              | Jiang Jun                            | 5:2                                  | Gao Yang                             | Peng Yisong                          |
| 2020                  | keine Austragung (COVID-19-Pandemie) | keine Austragung (COVID-19-Pandemie) | keine Austragung (COVID-19-Pandemie) | keine Austragung (COVID-19-Pandemie) | keine Austragung (COVID-19-Pandemie) |
| 2021                  | keine Austragung (COVID-19-Pandemie) | keine Austragung (COVID-19-Pandemie) | keine Austragung (COVID-19-Pandemie) | keine Austragung (COVID-19-Pandemie) | keine Austragung (COVID-19-Pandemie) |
| 2022                  | Bukarest                             | Liam Davies                          | 4:3                                  | Antoni Kowalski                      | Thitiphong Choolasak                 |
| 2022                  | Bukarest                             | Liam Davies                          | 4:3                                  | Antoni Kowalski                      | Seyed Arsalan Bagheri                |
| U17-Weltmeisterschaft |                                      |                                      |                                      |                                      |                                      |
| 2023                  | Riad                                 | Liam Davies                          | 4:0                                  | Riley Powell                         | Li Langyi Ryan                       |
| 2023                  | Riad                                 | Liam Davies                          | 4:0                                  | Riley Powell                         | Wong Kwan Chun                       |
| 2024                  | Bengaluru                            | Christian Richter                    | 4:1                                  | Lomnaw Issarangkun                   | Riley Powell                         |
| 2024                  | Bengaluru                            | Christian Richter                    | 4:1                                  | Lomnaw Issarangkun                   | Michał Szubarczyk                    |
| 2025                  | Manama                               | Muhammad Hasnain                     | 4:0                                  | Riley Powell                         | Oliwier Niziałek                     |
| 2025                  | Manama                               | Muhammad Hasnain                     | 4:0                                  | Riley Powell                         | Chen Qien                            |

## Damenturnier

### Geschichte
Von 2015 bis 2017 fand parallel zum Herrenturnier auch ein Wettbewerb für U18-Juniorinnen statt. Während im ersten Jahr nur europäische Spielerinnen im Halbfinale standen, dominierte 2016 und 2017 Asien mit zwei thailändischen Finals und drei indischen Halbfinalistinnen.

### Weltmeisterinnen
| Jahr                  | Austragungsort        | Weltmeister               | Ergebnis              | Finalist                  | Halbfinalisten 2      |
| U18-Weltmeisterschaft | U18-Weltmeisterschaft | U18-Weltmeisterschaft     | U18-Weltmeisterschaft | U18-Weltmeisterschaft     | U18-Weltmeisterschaft |
| --------------------- | --------------------- | ------------------------- | --------------------- | ------------------------- | --------------------- |
| 2015                  | Sankt Petersburg      | Jana Schut                | 3:0                   | Anastassija Singurindi    | Darja Sediha          |
| 2015                  | Sankt Petersburg      | Jana Schut                | 3:0                   | Anastassija Singurindi    | Swetlana Ljowina      |
| 2016                  | Mol                   | Siripaporn Nuanthakhamjan | 3:1                   | Nutcharut Wongharuthai    | Diana Khodjaeva       |
| 2016                  | Mol                   | Siripaporn Nuanthakhamjan | 3:1                   | Nutcharut Wongharuthai    | Darja Sediha          |
| 2017                  | Peking                | Nutcharut Wongharuthai    | 3:2                   | Siripaporn Nuanthakhamjan | Keerthana Pandian     |
| 2017                  | Peking                | Nutcharut Wongharuthai    | 3:2                   | Siripaporn Nuanthakhamjan | Ishika Shah           |